# Alonso Enríquez de Santo Tomás
Alonso Enríquez de Santo Tomás, al secolo Alonso Enríquez de Guzmán y de Orozco, (Vélez-Málaga, 8 giugno 1631 – Malaga, 30 luglio 1692), è stato un religioso, teologo e vescovo cattolico spagnolo. 
Era figlio illegittimo di Filippo IV di Spagna.

## Biografia
Nato a Vélez-Málaga nel 1631, era ufficialmente "figlio legittimo e naturale" di José Enríquez de Guzmán e Porres, gentiluomo di camera di re Filippo IV, e di Costanza di Ribera y Orozco, damigella d'onore della regina Elisabetta di Borbone-Francia.
La realtà era molto diversa: il bambino era il frutto della relazione del re con la suddetta signora. Il suo padre legale fu costretto a sposare Costanza in fretta e furia e fu per questo premiato dal monarca. Alonso rimase orfano di padre a tre anni e fu allevato dai nonni paterni a Madrid fino alla loro morte. Quindi passò sotto la tutela di suo zio paterno, Antonio Enríquez de Guzmán y Porres, vescovo di Malaga e poi viceré d'Aragona, il quale si prese cura della sua educazione. 
Nel 1646, alla morte dell'erede al trono Baltasar Carlos di Spagna, principe delle Asturie, il desolato monarca fece dei tentativi di legittimare Alonso e di farlo ammettere a corte. Sorprendentemente, però, il giovane rifiutò e al contrario, decise di entrare nell'ordine dei domenicani. Entrò nel Convento Reale di Santo Domingo de Guzmán de Málaga, professò il 29 aprile 1648 e prese il nome di frate Alonso de Santo Tomás.
Il giovane domenicano completò i suoi studi ad Alcalá la Real, Salamanca, Granada e Siviglia. Tornò al convento nel 1656 come "reggente priore" e nel 1658 ottenne la posizione di provinciale dell'ordine in Andalusia. Nel 1661, il re lo nominò vescovo di Osma, nel 1663 di Plasencia e infine, fu nominato vescovo di Malaga, entrando come tale in città il 24 dicembre 1664. Nel 1669 ordinò la costruzione del ritiro di Santo Tomás del Monte nel Churriana, area per il riposo e quella di altri personaggi notevoli. Durante il suo episcopato si tenne il sinodo diocesano del 21-27 novembre 1671.
Nel 1677 aiutò la città di Orano, vittima della peste, flagello che arrivò a Malaga nel 1679. Fray Alonso fece un ottimo lavoro di assistenza, anche nel successivo terremoto che colpì la città, il 9 ottobre 1680. Si distinse come teologo, filosofo e oratore. Pubblicò diversi saggi, tra cui Catholica Querimonia, pubblicato a Malaga e Madrid nel 1686. Fu protettore delle arti, perché protesse artisti come lo scultore Pedro de Mena, che eseguì varie opere nella cattedrale, o Alonso Cano, con il quale mantenne un relazione personale. La sua Vergine del Rosario gli fu commissionata da padre Alonso, oltre a vari ritratti del vescovo.
Morì il 30 luglio 1692 e fu sepolto nel convento di Santo Domingo. Ha una strada dedicata a Malaga, nella zona del Monte Dorado. Padre Alonso negò sempre di essere figlio del re Filippo IV, ma un suo ritratto da parte di Juan Bautista Maíno, conservato nel MNAC, mostra una somiglianza straordinaria con il monarca. La sua origine illegittima probabilmente gli impedì di diventare cardinale.

## Genealogia episcopale e successione apostolica
La genealogia episcopale è:
- Vescovo Juan Merino López, O.F.M.
- Vescovo Antonio de Piñahermosa
- Vescovo Alonso Enríquez de Santo Tomás, O.P.

La successione apostolica è:
- Vescovo Pedro de Godoy, O.P. (1664)
- Arcivescovo Antonio Ibáñez de la Riva Herrera (1685)

## Ascendenza
|                                |   |                       | Genitori                  |  |  | Nonni |  |  | Bisnonni             |  |  | Trisnonni         |  |
|                                |   |                       |                           |  |  |       |  |  | Filippo II di Spagna |  |  | Carlo V d'Asburgo |  |
|                                |   |                       |                           |  |  |       |  |  | Filippo II di Spagna |  |  | Carlo V d'Asburgo |  |
|                                |   | Isabella d'Aviz       |                           |  |  |       |  |  | Filippo II di Spagna |  |  |                   |  |
| Filippo III di Spagna          |   |                       |                           |  |  |       |  |  | Filippo II di Spagna |  |  |                   |  |
|                                |   | Anna d'Austria        | Massimiliano II d'Asburgo |  |  |       |  |  |                      |  |  |                   |  |
|                                |   | Anna d'Austria        | Massimiliano II d'Asburgo |  |  |       |  |  |                      |  |  |                   |  |
|                                |   | Anna d'Austria        | Maria d'Asburgo           |  |  |       |  |  |                      |  |  |                   |  |
| Filippo IV di Spagna           |   | Anna d'Austria        |                           |  |  |       |  |  |                      |  |  |                   |  |
|                                |   | Carlo II d'Austria    | Ferdinando I d'Asburgo    |  |  |       |  |  |                      |  |  |                   |  |
|                                |   | Carlo II d'Austria    | Ferdinando I d'Asburgo    |  |  |       |  |  |                      |  |  |                   |  |
|                                |   | Carlo II d'Austria    | Anna Jagellone            |  |  |       |  |  |                      |  |  |                   |  |
| Margherita d'Austria-Stiria    |   | Carlo II d'Austria    |                           |  |  |       |  |  |                      |  |  |                   |  |
|                                |   | Maria Anna di Baviera | Alberto V di Baviera      |  |  |       |  |  |                      |  |  |                   |  |
|                                |   | Maria Anna di Baviera | Alberto V di Baviera      |  |  |       |  |  |                      |  |  |                   |  |
|                                |   | Maria Anna di Baviera | Anna d'Asburgo            |  |  |       |  |  |                      |  |  |                   |  |
| Alonso Enríquez de Santo Tomás |   | Maria Anna di Baviera |                           |  |  |       |  |  |                      |  |  |                   |  |
|                                | … | …                     |                           |  |  |       |  |  |                      |  |  |                   |  |
|                                | … | …                     |                           |  |  |       |  |  |                      |  |  |                   |  |
|                                | … | …                     |                           |  |  |       |  |  |                      |  |  |                   |  |
| …                              | … |                       |                           |  |  |       |  |  |                      |  |  |                   |  |
|                                |   | …                     | …                         |  |  |       |  |  |                      |  |  |                   |  |
|                                |   | …                     | …                         |  |  |       |  |  |                      |  |  |                   |  |
|                                |   | …                     | …                         |  |  |       |  |  |                      |  |  |                   |  |
| Costanza di Ribera y Orozco    |   | …                     |                           |  |  |       |  |  |                      |  |  |                   |  |
|                                |   | …                     | …                         |  |  |       |  |  |                      |  |  |                   |  |
|                                |   | …                     | …                         |  |  |       |  |  |                      |  |  |                   |  |
|                                |   | …                     | …                         |  |  |       |  |  |                      |  |  |                   |  |
| …                              |   | …                     |                           |  |  |       |  |  |                      |  |  |                   |  |
|                                |   | …                     | …                         |  |  |       |  |  |                      |  |  |                   |  |
|                                |   | …                     | …                         |  |  |       |  |  |                      |  |  |                   |  |
|                                |   | …                     | …                         |  |  |       |  |  |                      |  |  |                   |  |
|                                |   | …                     |                           |  |  |       |  |  |                      |  |  |                   |  |